# Chalosse
La Chalosse (Gascon Shalòssa en la ortografía del IEO, o Xalòssa) es un terroir de Gascuña, situado en el sur del departamento francés de las Landas.

## Etimología
Chalosse – Shalòssa en gascón – es un nombre aquitano de significado desconocido. La forma Sialossa se encuentra en documentos de archivo.

## Ubicación
Centrado en los valles de Louts y Luy, el Chalosse se extiende entre el Adur al norte, el Bearne al sur, el valle de Gabas al este.
Las llanuras que bordean el Adur y los ríos reunidos antes de su confluencia, constituyen el País de Orthe. La Chalosse limita con este país al oeste, con Alta Landa y País de Marsán al norte, y finalmente con Tursán al este.

## Principales ciudades
Aprovechando el ferrocarril, Dax es, con diferencia, la ciudad más desarrollada de ambas orillas del Adur. Su área de influencia se llama Aguais. Dax fue la capital del pueblo de Tarbelles, fue nombrada Acqua Tarbellicae por los romanos.
Montfort-en-Chalosse es la ciudad más céntrica. Hagetmau y Saint-Sever se benefician de su posición en el eje Orthez - Mont de Marsan. Amou, en la escalinata sur, es conocida por su prestigio, su castillo del siglo XVII y la umbría plaza de la Técouère en Luy-de-Béarn. Pomarez tiene una notable iglesia fortificada y estadios de corridas landesas cubiertos. Al norte Montaut es una ciudad fortificada situada a las puertas de La Chalosse.

## Toponimia
- Castelnau-Chalosse
- Labastide-Chalosse
- Montfort-en-Chalosse
- Saint-Cricq-Chalosse
- Sort-en-Chalosse

- Bastida
- Castelnau

El topónimo Chalosse aparece en las formas
- Silossa (1270[1] Archideals of ~ ; Arcipreste de ~ )
- Sialosse (1270, títulos de la Abadía de Sainte-Claire de Mont-de-Marsan )
- Xielose (1384, notarios de Navarrenx[2])
- Chelosse (1423,[3] títulos de Foix)

## País
- La llanura del Adur frente a la confluencia del Midouze se llama Auribat.
- El área de influencia de Dax es el Aguais.

## Geología
Chalosse tiene suelos arcillo-silíceos formados por arenas revueltas y aluviones antiguos.Sin embargo, existen afloramientos de calizas del Terciario, calizas con nummulitas en particular, incluido un yacimiento de fama mundial con grandes nummulitas, también arenas bituminosas y depósitos de cristales de aragonito. También hay extrusiones de ofita, una roca de origen eruptivo.

## Paisaje

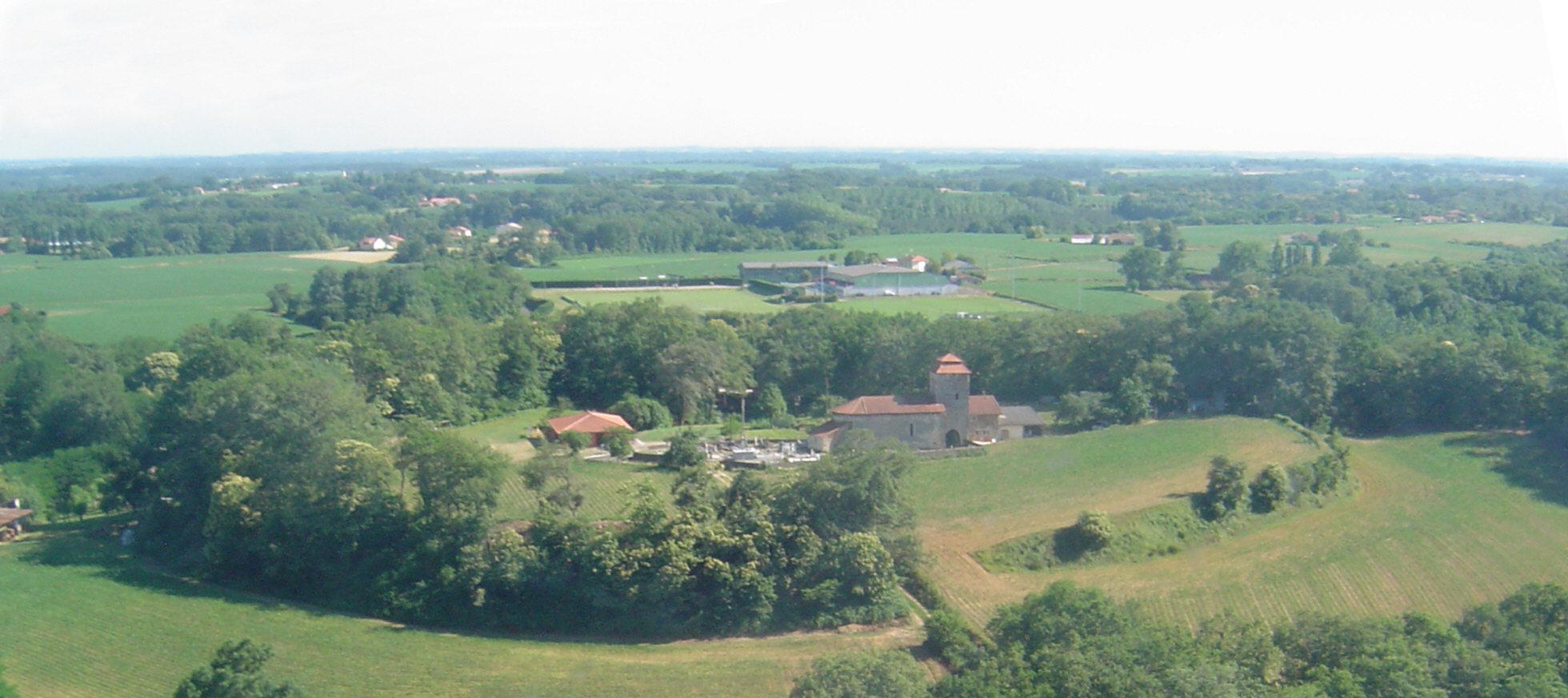
Doazit, campo del Mus.

Chalosse, situada entre Adur y Bearne, se caracteriza por un relieve ligeramente ondulado, que tiende a ascender gradualmente hacia el sur y el este. Más bien llano hacia Dax, el paisaje se compone principalmente de suaves colinas, entre las cuales se extienden numerosos cursos de agua. Una región decididamente orientada hacia la ganadería y la agricultura, La Chalosse ve una sucesión de prados, campos (principalmente de maíz) y bosques, en los que el pino marítimo da paso a las frondosas. Dada la densidad de población (pueblos relativamente próximos entre sí), y la división del espacio agrícola (a diferencia del bosque de las Landas de Gascuña, reino del latifundio), el paisaje se fragmenta en múltiples parcelas, dando un aire agradable y colorido a estas tierras. Los pueblos, dominados por la iglesia, a menudo de origen medieval, se han construido la mayor parte del tiempo en alturas, como en Montfort-en-Chalosse, Mugron o Saint-Sever.

## Habitantes

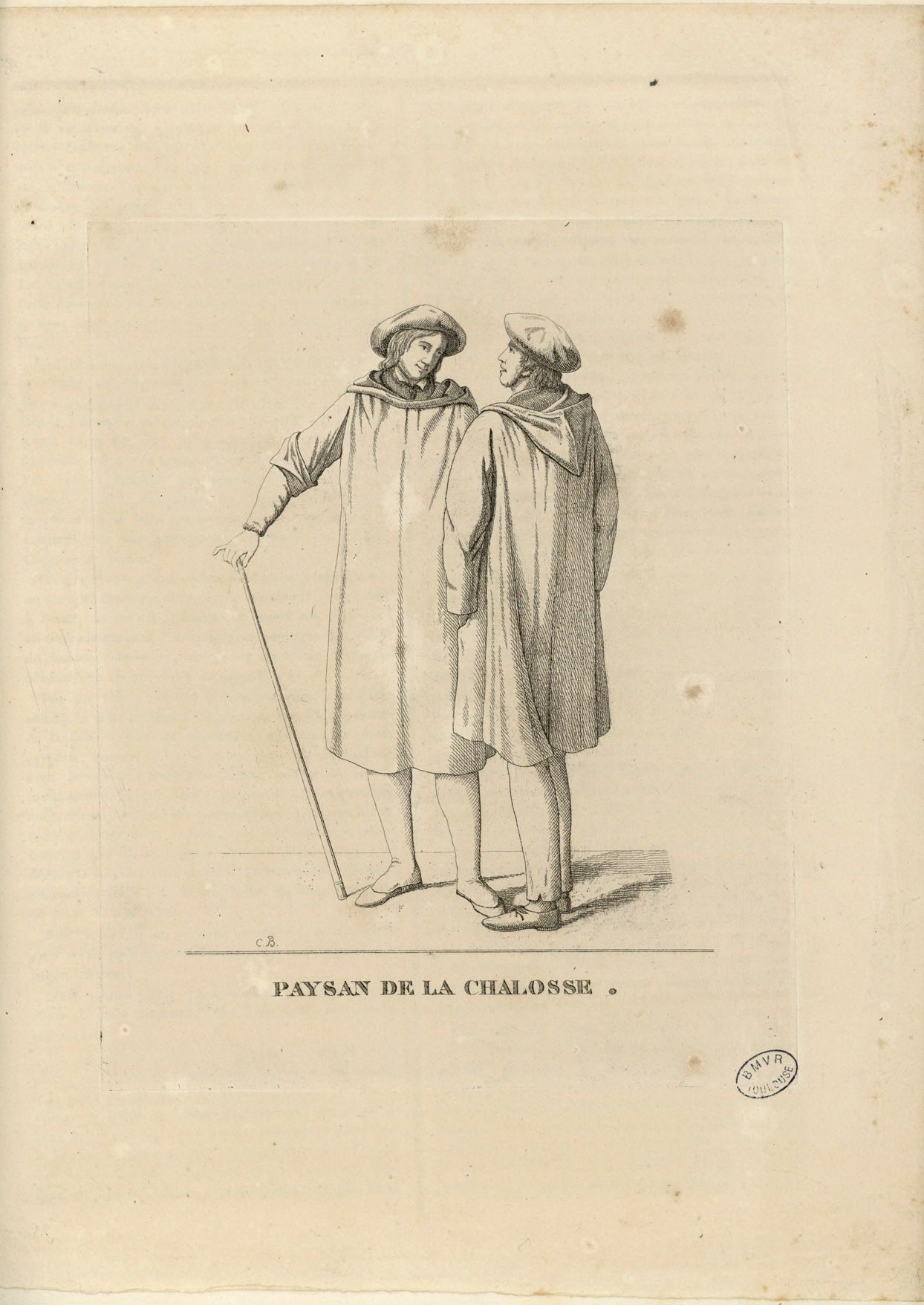
Campesino de La Chalosse.

Los habitantes de Chalosse son los Chalossais y los Chalossaises. En Gascón los/las Shalossas; a/ua Shalossa . El adjetivo shalossenc/shalossenga no se usa (o poco) para referirse a personas.

## Hábitat tradicional
El asentamiento humano es antiguo y la densidad de viviendas contrasta con la de Gran Landa. El hábitat también se diferencia de la llanura de las Landas por las casas de piedra que, en el este, ya anuncian la vecina Bearne.
Al oeste, el estilo de las casas tradicionales evoca la Baja Navarra, en particular por:
- los techos a dos aguas de poca pendiente y techos de tejas
- la fachada de muro a dos aguas orientada al este
- los muros de mampostería de piedra

Al oeste de Pouillon, las casas se dividen en tres tramos longitudinales como en el País Vasco o en las Landas de Gascuña. El vano central se abre a una pieza central de obra con suelo de tierra, equivalente al vasco ezkaratze y denominado sòu 'suelo'.
Al este de Pouillon, las casas presentan con mayor frecuencia una parte trasera a cuatro aguas. La puerta de entrada conduce a una sala común ("cocina grande") o a un pasillo.

## Economía
La principal actividad allí es la agricultura (policultivo). Allí se crían aves de corral y patos gordos en cantidad y calidad. Allí se produce el vino Coteaux de Chalosse.
La ternera chalosina, criada por unos trescientos ochenta criadores, es el buque insignia de esta región. La ternera de Chalosse se beneficia de una larga crianza de más de 3 años. Durante este período, el animal de razas nobles de carne (Blonde d'Aquitaine, Limousine, Bazadaise) se beneficia del alimento 100% natural compuesto por forrajes y maíz triturado que se aprovecha al máximo. Su carne roja y sabrosa es testimonio indiscutible de ello.
La Chalosse también produce vinos bajo la denominación Coteaux-de-Chalosse y cereales (maíz, trigo sarraceno), destinados a la alimentación animal y humana (como tal, el molino Bénesse-lès-Dax, testimonio del pasado y vuelto a funcionar en 2018, produce diferentes tipos de harina).

## Historia

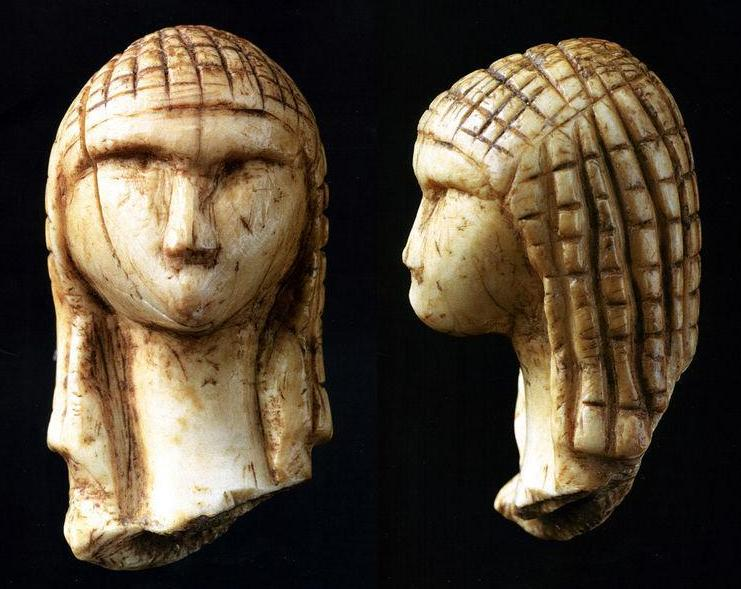
La Dama de Brassempouy, Chalosse.

La Chalosse nos dejó la primera representación elaborada de un rostro humano con la dama de Brassempouy, una auténtica joya del Paleolítico Superior.
La abadía de Saint-Sever fue durante la Edad Media un poderoso centro espiritual, económico, político y artístico. El notable manuscrito Beatus de Saint-Sever ahora se conserva en la Biblioteca Nacional de Francia (Ms. Lat. 8878). El nombre "Chalosse" designaba a dos arciprestes, uno dependiente de la diócesis de Dax, y el otro de la diócesis de Aire.
Paul Raymond anotó en 1863, en el diccionario topográfico Béarn-Pays basque, que Chalosse está incluida en el departamento de las Landas, a excepción de los municipios de Arzacq, Bonnut, Cabidos, Casteide-Candau, Coublucq, Labeyrie, Lacadée, Louvigny, Malaussanne, Méracq, Saint-Médard, Sault-de-Navailles y Séby, del distrito de Orthez.

## Cultura
La Chalosse es también tierra de rugby y baloncesto.
También hay muchas plazas de corridas landesas (plaza de Pomarez, plaza de Morlanne), así como varias plazas de toros españolas (plazas de Dax).
Muchos festivales tradicionales tienen lugar de abril a octubre. El museo Chalosse presenta una finca agrícola típica del siglo XIX.
Lenguas habladas:
- Francés
- gascón: lengua vernácula, todavía en uso en las zonas rurales, poco utilizado en la zona urbana de Dax

Aunque nacido para el estado civil en Orthez, en la vecina Bearne, el célebre chef multiestrellado Alain Ducasse es de esta tierra de Chalosse de la que alaba la calidad de los productos, los paisajes y la cocina. Dice ser gascón. Creció en Chalosse, en Castel-Sarrazin (cuya biografía oficial afirma que es nativo) y a menudo se refiere a esta región y su cocina que sirvió como su "medidor estándar comparar los diferentes estilos culinarios regionales y nacionales que le interesaban. Tomó la nacionalidad monegasca y ahora vive entre París y Mónaco. Emplea a más de 1.400 personas en todo el mundo, totalizó tres veces tres macarons en 2009 (“estrellas"), y fue clasificado como el 94persona más influyente del mundo según la revista Forbes (es el único francés en el ranking de 100).
Otra estrella de la cocina de La Chalosse, Alain Dutournier, todavía posee una casa allí, en Cagnotte, su pueblo natal, donde su familia regentaba una posada rural. Es aquí donde recarga pilas y redescubre las raíces fundacionales de su pasión profesional. Patrón de Trou Gascon, Pinxo y Carré des Feuillants, en París, este chef imbuido de su terroir cocina con Chalosse en su corazón.

## Descripciones
Une fois passé ce pays [les Landes], on trouve la Gascogne, riche en pain blanc et en très bon vin rouge, elle est couverte de bois, de prés, de fleuves et de sources pures. Les Gascons [donc ici, les Chalossais] sont légers en paroles, bavards, moqueurs, débauchés, ivrognes, gourmands, mal vêtus de haillons et sans argent. Mais ils sont entraînés au combat et d'une grande hospitalité envers les pauvres. Assis autour du feu, ils ont l'habitude de manger sans table et de boire tous au même gobelet. Ils mangent et boivent beaucoup et sont mal vêtus. Ils n'ont pas honte de coucher ensemble sur une mince paillasse pourrie, les serviteurs avec le maître et la maîtresse.
Una vez pasado este país [las Landas], encontramos Gascuña, rica en pan blanco y muy buen vino tinto, está cubierta de bosques, prados, ríos y manantiales puros. Los gascones [así aquí, los Chalossais] son ligeros de palabra, parlanchines, burlones, libertinos, borrachos, codiciosos, mal vestidos con harapos y sin dinero. Pero son adiestrados en el combate y de gran hospitalidad hacia los pobres. Sentados alrededor del fuego, están acostumbrados a comer sin mesa ya beber todos del mismo cáliz. Comen y beben mucho y están mal vestidos. No se avergüenzan de dormir juntos en un colchón delgado y podrido, los sirvientes con el amo y la señora.
Aimery Picaud, descripción de la Chalosse occidental al sur de Dax, llamado aquí «Gascuña » (terra Gasconica); ca. 1150.

La Chalosse est bon pays plein de Vignobles & d’arbres fruitiers, avec d'agreables diversitez la plupart des biens des particuliers estans assortis de bois, de prairies & de ruisseaux, à cause des costeaux qui sont entrecouppez de plusieurs petites rivieres, qui toutes se rendent dans l’Adour, & font ensemble ce beau paysage. La Chalosse quoy que voisine de la Lande est beaucoup meilleur pays, & cede à peu d’endroits. Ie ne diray pas seulement de France ; mais d’Europe pour la fertilité. Elle est au reste si peuplée, qu’on diroit volontiers qu’elle n’est qu’un bourg, tant il y a de villotes, bourgades & chasteaux les uns prés des autres. Il y a bien dans les paroisses de ce seul Archiprestré trente mille Communiants, suivant les Declarations qui en ont esté faites par les Recteurs ou Curez des paroisses, lors de la visite generale de l'Evesque en l'année 1641.
La Chalosse es un buen país lleno de viñedos y árboles frutales, con agradables diversidades, la mayor parte de la propiedad de los individuos está acompañada de bosques, prados y arroyos, debido a las colinas que se intercalan con varios ríos pequeños, que van todos al Adour, y hacer este hermoso paisaje juntos. La Chalosse, aunque cerca de La Lande, es un país mucho mejor y cede a pocos lugares. No lo diría sólo de Francia; pero de Europa para la fertilidad. Está, además, tan poblada que fácilmente se diría que es sólo un pueblo, de tantas villotes, aldeas y castillos que hay cerca unos de otros. Efectivamente hay en las parroquias de este Arcipreste solamente treinta mil Comulgantes, según las Declaraciones que de ellos hicieron los Rectores o Curez de las parroquias, durante la visita general del Obispo en el año 1641.
Pierre Duval, descripción del arciprestazgo de Chalosse (o de Doazit), diocèse d'Aire ; 1641.